# Daniel Lafranche
 (juin 2025).
Daniel Lafranche, né le 3 février 1959 à Suresnes et mort le 24 juin 2024 à Rennes est un ingénieur français.
Il est diplômé des Arts &Métiers (ENSAM). Il a dirigé l'entreprise adaptée Talendi (anciennement Bretagne Ateliers) de 2004 à 2024,,.

## Biographie

### Enfance et formation
Daniel Lafranche est ingénieur A&M de la promotion An.180 (Angers 1980).

### Carrière
Il commence sa carrière en tant qu'ingénieur d'affaires dans le domaine du froid industriel. Il rejoint Bretagne Ateliers en 1998. Cette association fondée sur des valeurs humanistes est une des premières entreprises adaptées en France.
En 2004, il en devient le directeur général et contribue à son développement. Sous sa direction, Bretagne Ateliers se transforme d'une petite structure en ETI industrielle multi-sites (ETI : Entreprise de Taille Intermédiaire). Bretagne Ateliers devient un équipementier automobile qui alimente le site PSA de La Janais. Puis Daniel Lafranche gère le désengagement progressif de PSA lié à la baisse de volume de production du site Rennais. Il opère alors la diversification de l'activité en l'ouvrant à d'autres métiers, par exemple le câblage et l'assemblage de panneaux solaires. Bretagne Ateliers devient Talendi en 2022. En 2024, Talendi emploie 550 personnes, dont 420 travailleurs handicapés.

### Décès
Il meurt à Rennes le 24 juin 2024.

## Engagement et reconnaissance
Daniel Lafranche défend l’accès à l’emploi des personnes en situation de handicap. Son approche repose sur l’écoute, le partage et l’accompagnement. Daniel Lafranche met en oeuvre une forme de management collaboratif spécifique. Intitulée CRISTAL cette méthode a été crée par Jean-Michel Quéguiner, également fondateur de l'association. En 2018, l’entreprise est labellisée « Vitrine industrie du futur » notamment pour son modèle de management collaboratif. En 2019, Talendi a été distinguée par le trophée "Lumière", récompensant les initiatives innovantes en faveur de l'inclusion des travailleurs en situation de handicap.